# پستکان
پستکان یکی از روستاهای استان آذربایجان شرقی است که در دهستان عباس غربی بخش تیکمه‌داش شهرستان بستان‌آباد واقع شده‌است. این روستا در سال ۱۳۵۵ ۵۷ خانوار بود که این عدد در سال ۱۳۷۵ به عدد ۸۲ رسیده بود. در سال‌های اخیر به دلیل خشکسالی و بیکاری مهاجرت زیادی از این روستا به شهرستان کرج صورت گرفته‌است. هم‌اکنون این روستا ۳۳ خانوار می‌باشد. این روستا یکی از خوش آب هواترین روستای‌های شهرستان بستان آباد می‌باشد. رودخانه شهرچایی که به رودخانه قزل اوزن می‌ریزد از کوهای قاسم داغی منشأ گرفته و پس از گذشتن از این روستا در مسیری طولانی به دریای خزر می‌ریزد.
اگر قصد سفر به منطقه ای دنج و دور از هیاهوی شهری را دارید پیشنهاد می‌کنیم این روستا را از دست ندهید. این روستا با داشتن طبیعتی بکر و دست نخورده با آب و هوای سالم و همچنین تولید محصولات دامی ارگانیک می‌تواند مقصد بسیاری از گردشگران داخلی و حتی خارجی باشد.